# Bloodvein 12
Bloodvein 12 är ett reservat i Kanada.   Det ligger i provinsen Manitoba, i den sydöstra delen av landet, 1 700 km väster om huvudstaden Ottawa.
I omgivningarna runt Bloodvein 12 växer i huvudsak blandskog. Trakten runt Bloodvein 12 är nära nog obefolkad, med mindre än två invånare per kvadratkilometer.